# St. Ägidius (Vilseck)

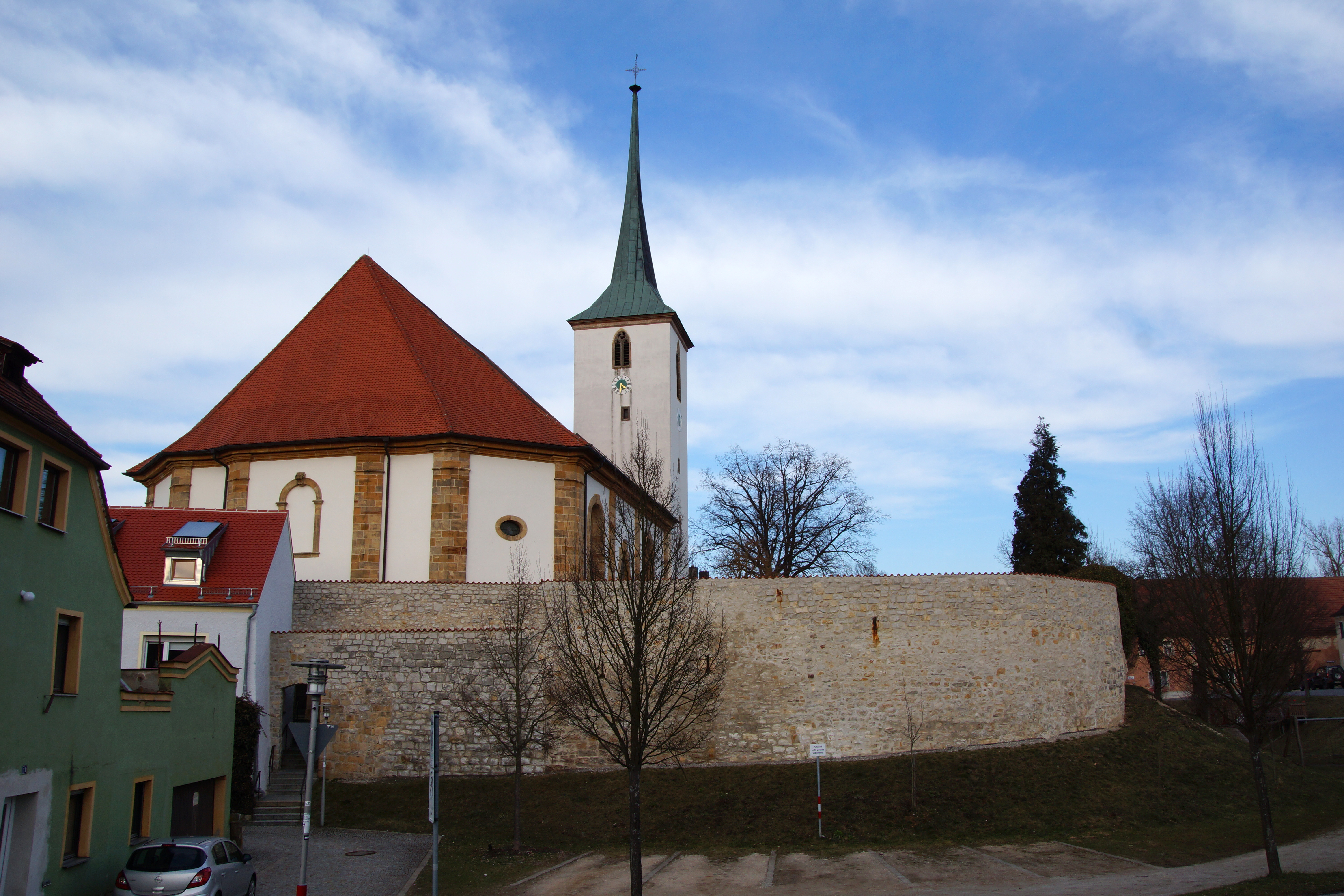
St. Ägidius (Vilseck)

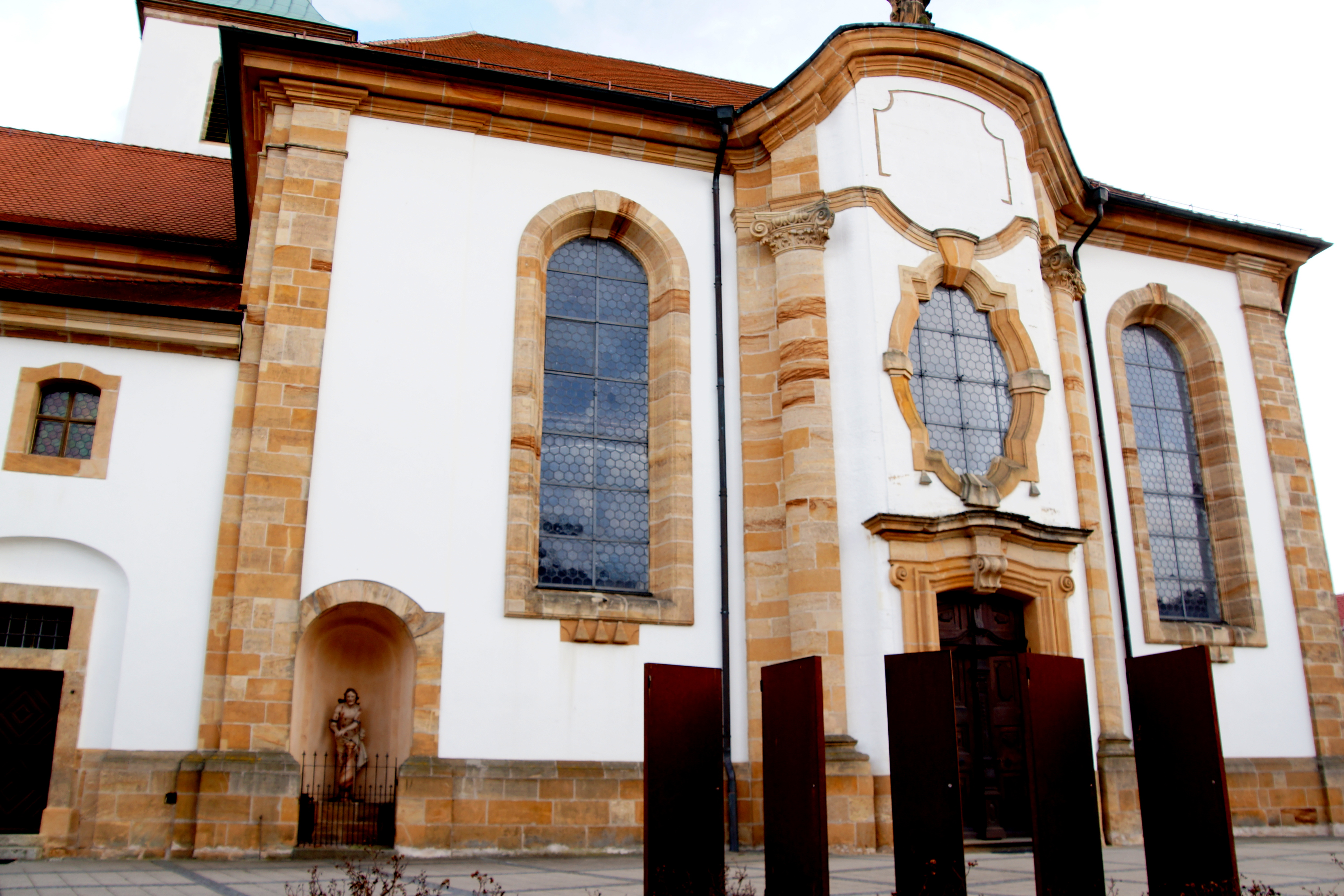
Ansicht von Norden

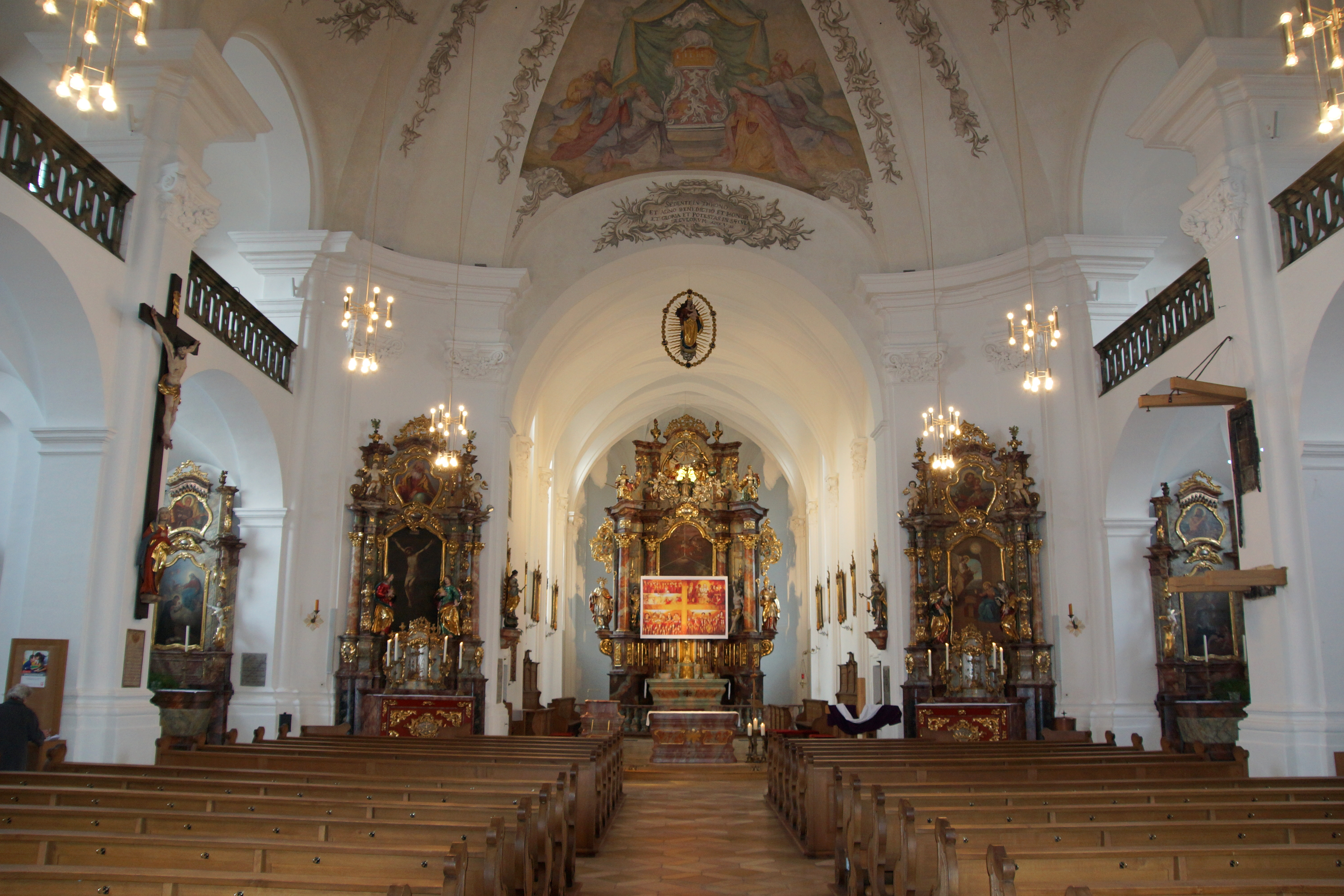
Innenansicht

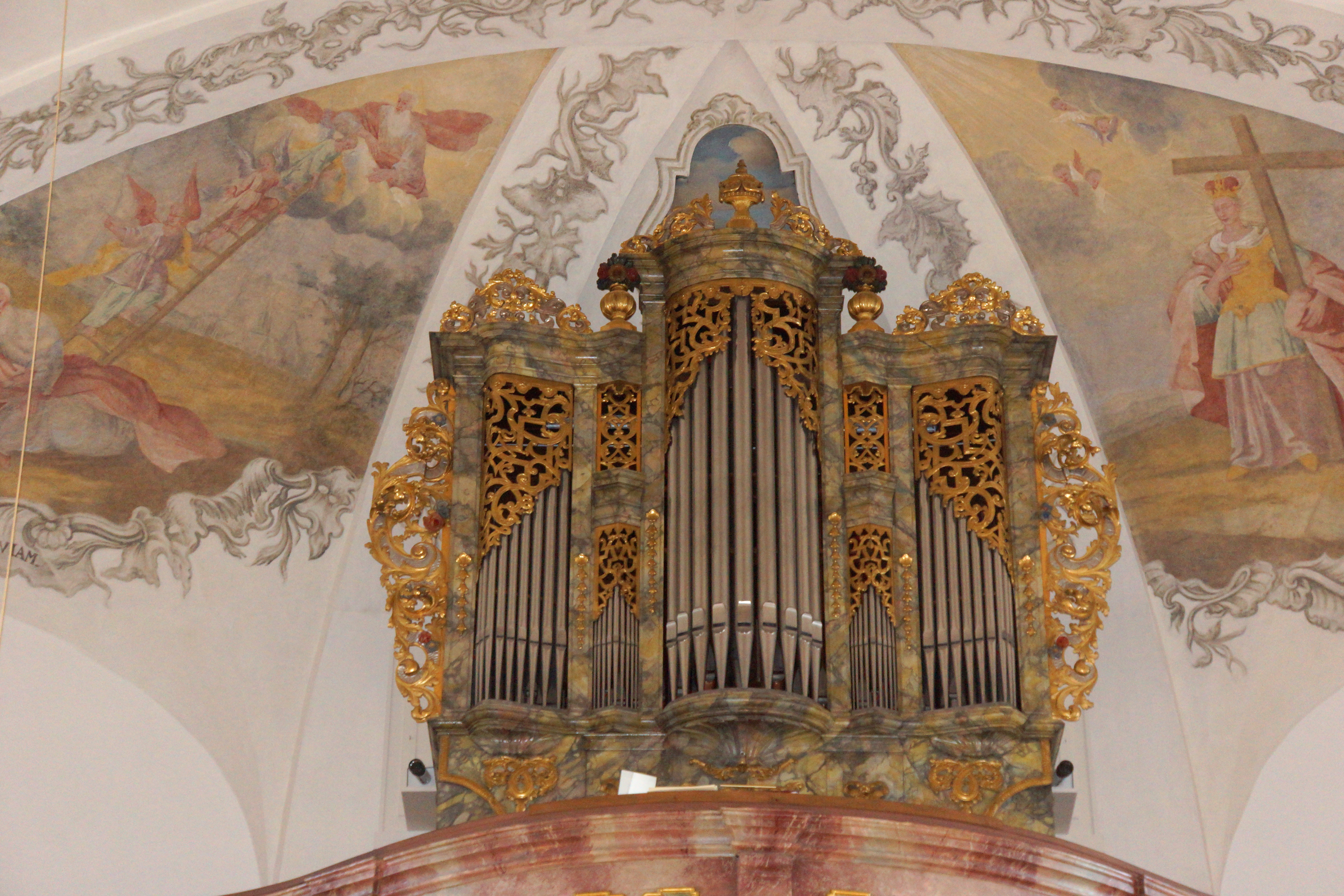
Orgel

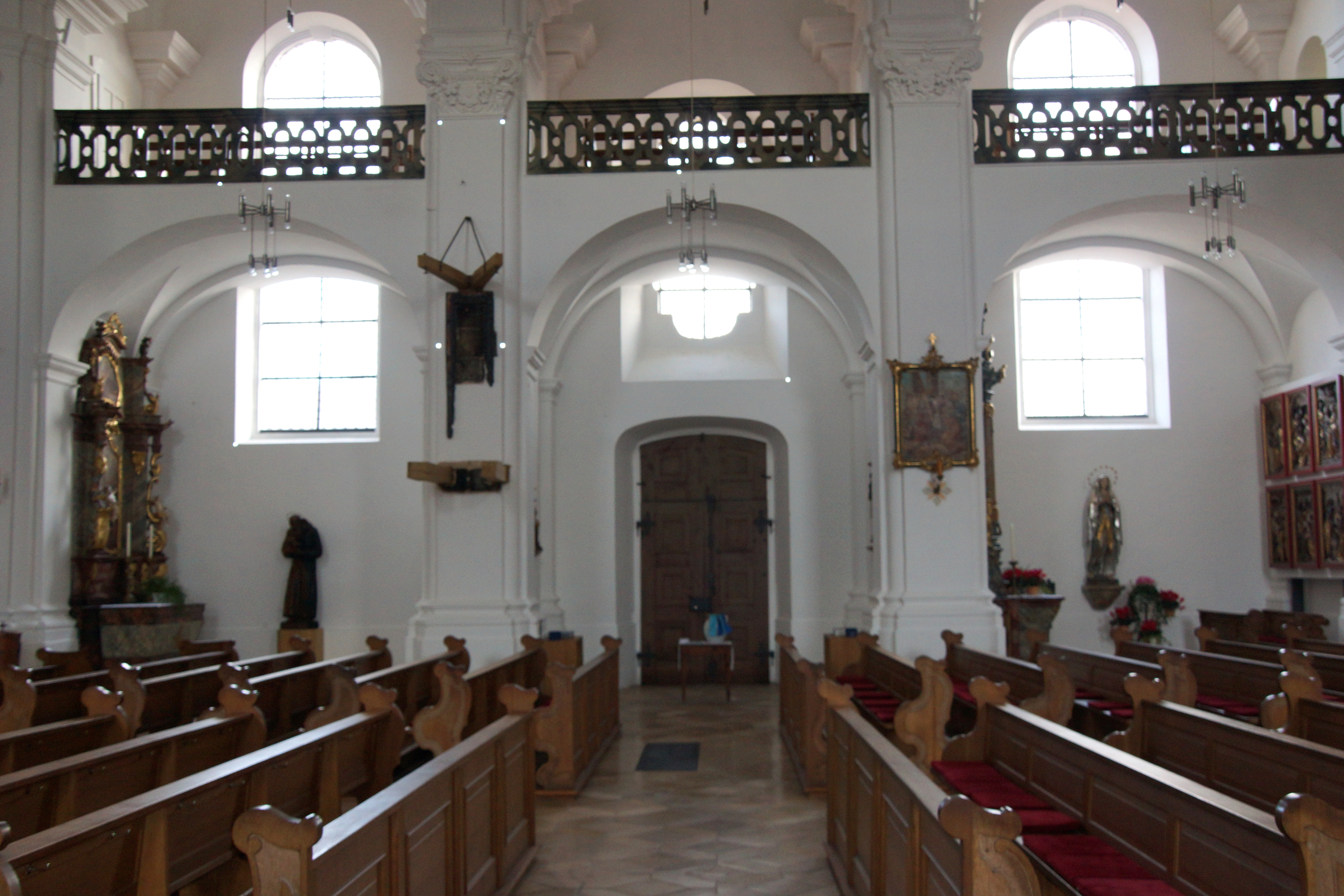
Blick nach Süden mit Resten der Kanzel (März 2017)

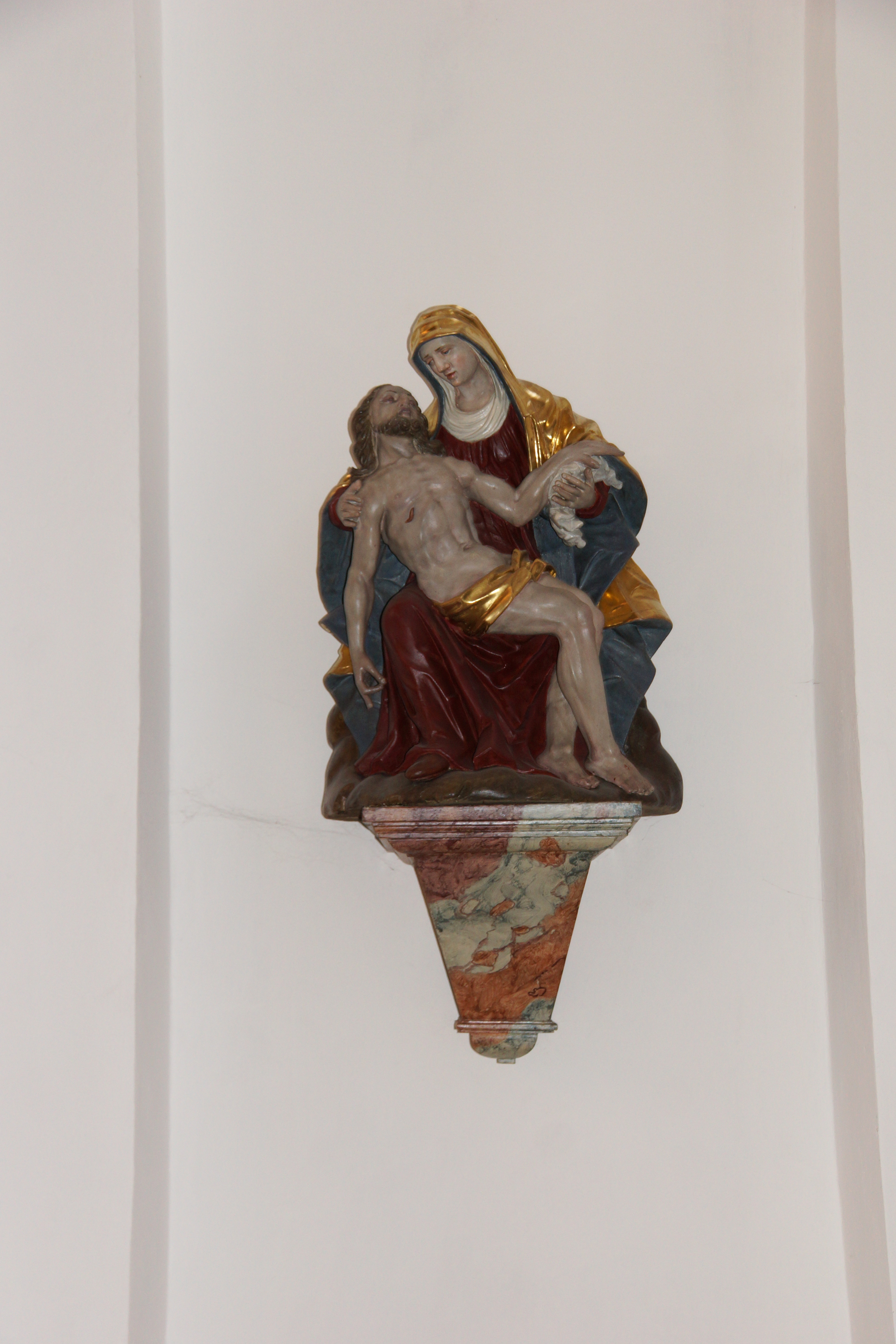
Pietà

Die katholische Pfarrkirche St. Ägidius ist eine ursprünglich gotische, barockisierte Saalkirche in Vilseck im Oberpfälzer Landkreis Amberg-Sulzbach. Sie gehört zur Kirchengemeinde St. Ägidius Vilseck im Bistum Regensburg, wurde durch Brand im Jahr 2013 schwer beschädigt und nach aufwendiger Renovierung 2015 wieder eröffnet. In unmittelbarer Nachbarschaft liegt das zugehörige Pfarrhaus.

## Geschichte
Die Pfarrei St. Ägidius ist seit 1232 nachweisbar und wurde zu Beginn des 15. Jahrhunderts mit Schlicht vereinigt. Seit 1661 gehört sie zum Bistum Regensburg, vorher zum Bistum Bamberg.
Der Neubau der gotischen Kirche wurde nach der Inschrift am zweiten nördlichen Strebepfeiler des Chores 1407 begonnen, wobei die Reste eines romanischen Vorgängerbaus aus dem 11. Jahrhundert einbezogen wurden. In den Jahren 1751 bis 1753 wurde das Langhaus von dem Maurermeister Wendel Schwesinger unter Leitung des Bambergers Johann Jakob Michael Küchel neu erbaut. Renovierungen erfolgten in den Jahren 1938/1939 (Neufassung), 1962, 1973 und 1999.
Durch Brand am 9. Januar 2013 aus ungeklärter Ursache (fahrlässige oder vorsätzliche Brandstiftung) erlitt die Kirche schwere Schäden. Vor allem die Kanzel wurde zerstört und im Innenraum entstanden Schäden durch Ruß an den Figuren, den Gemälden und an der Orgel. Nach aufwendiger Renovierung wurde die Kirche am 18. April 2015 wieder eröffnet. Eine Rekonstruktion der Kanzel ist vorgesehen, ein dreidimensionales Modell dazu wurde erstellt.

## Architektur
Die Kirche ist eine barocke Wandpfeilerkirche mit gotischem, eingezogenem Chor, der in einem Fünfachtelschluss endet. Im südlichen Chorwinkel ist der quadratische Turm mit dem im Jahr 1819 letztmals veränderten Spitzhelm eingebaut, dessen Unterbau und Nordwand noch romanischen Ursprungs sind, was an den Schlitzfenstern und dem rustikalen Quadermauerwerk im Innern erkennbar ist. Der stattliche dreijochige gotische Chor zeigt noch die gestuften Strebepfeiler und Spitzbogenfenster, deren ursprüngliches Maßwerk mit Fischblasen- und Passmotiven nur noch in den Schrägfenstern des Chorpolygons erhalten ist. Die Bildfenster mit Heiligenmedaillons wurden im Jahr 1902 von Schmitt aus Bamberg geschaffen.
Im Inneren zeigt der Chor Kreuzrippengewölbe, die sich auf später eingebaute, an den Ecken konkav eingezogene Lisenen mit Halbrundvorlagen und korinthisierende Blütenkapitelle stützen, die ebenso wie die im Langhaus im 18. Jahrhundert anstuckiert wurden.
Das kurze Langhaus mit Sandsteingliederungen zeigt in den abgeschrägten Westecken, in der Westfront mit konkaven Ausbuchtungen, dem an der Nordseite konvex vorschwingenden Portalrisalit mit der Jahreszahl 1752 und der bekrönenden Steinfigur des heiligen Ägidius zentralisierende Tendenzen. Im Innern sind die Ecken ausgerundet und die Westseite ist mit einer vorschwingenden Westempore versehen. Das weite Innere wird von einem Tonnengewölbe mit Stichkappen abgeschlossen, das mit Gurten gegliedert ist und im Westen über der Empore und nach Osten zum niedrigeren, stark eingezogenen Chor abgewölbt ist. Zwischen den fast frei stehenden Wandpfeilern sind Kapellen eingebaut, die durch eine Empore mit geschnitzter Brüstung unterteilt und durch quergelagerte Tonnengewölbe abgeschlossen sind.
Die hellen Deckenbilder im Schiff stammen von 1754; eine Übermalung von 1895 wurde 1938 wieder entfernt. Sie zeigen die Anbetung des Lammes, das Opfer des Melchisedek, den Salvator mundi, Jakobs Traum und die heilige Helena.

## Ausstattung
Die prachtvolle Ausstattung entstammt der Barockzeit. Der Hochaltar wurde angeblich in den Jahren 1713/1714 von Johann Michael Doser geschaffen, ist jedoch nach Ausweis der Stilformen erst im zweiten Viertel des 18. Jahrhunderts fertiggestellt worden. Das stattliche konkave Retabel mit vier Säulen ist mit Akanthus- und Rocailleverzierungen versehen; als Seitenfiguren sind die Heiligen Georg, Sebastian, Bischof Otto I. und Wolfgang dargestellt. Im Altarauszug findet sich eine geschnitzte Gruppe der Marienkrönung, flankiert von Kaiser Heinrich II. und Kunigunde.
Die reich geschnitzten Seitenaltäre aus den Jahren 1766 bis 1775 werden Franz Martin Mutschele aus Bamberg zugeschrieben. Die vorderen Seitenaltäre sind mit Säulen und Volutenpilastern ausgestattet. Der nördliche Kreuzaltar zeigt im Altarblatt den Gekreuzigten mit plastisch ausgeführten Assistenzfiguren, der südliche Mariä Verkündigung, flankiert von den Figuren der Heiligen Joachim und Anna.
In den Seitenkapellen sind vier Altäre aufgestellt. Die östlichen Retabel sind mit Volutenstreben und Putten versehen und zeigen in den Altarblättern auf der Nordseite den heiligen Kajetan, auf der Südseite den heiligen Johannes Nepomuk. Die rückwärtigen Retabel sind mit übereck gestellten Pfeilern und Nischenfiguren ausgestattet und zeigen auf der Nordseite den heiligen Joseph, auf der Südseite den heiligen Laurentius, den Patron der Brandwunden, der Qualen des Fegefeuers und der Feuerwehr. Die Kanzel aus den Jahren 1760/1770 war reich verziert und von Moses mit den Gesetzestafeln bekrönt.
Der Taufstein aus dem Jahr 1754 ist mit einer geschnitzten Taufgruppe versehen. An den Chorwänden sind sechs Schnitzreliefs des früheren Hochaltars mit Szenen aus dem Marienleben nach Holzschnitten Albrecht Dürers gestaltet. An der Südwand sind die Vierzehn Nothelfer mit dem Christkind dargestellt, elf Figuren stammen vom Anfang des 16. Jahrhunderts, die übrigen wurden im 18. Jahrhundert ergänzt. In der Eingangskapelle steht eine Pietà des 18. Jahrhunderts.
Die Orgel ist ein Werk von G. F. Steinmeyer & Co. aus dem Jahr 1979 mit 27 Registern auf zwei Manualen und Pedal. Dabei wurde der Prospekt mit Akanthusornamenten einer Orgel von Elias Hößler aus Lauf aus dem Jahr 1729 wiederverwendet.
Am Außenbau ist südlich eine Ölbergkapelle mit bemalten lebensgroßen Steinfiguren und Passionsreliefs aus der Zeit um 1500 angeordnet. Auf der Nordseite ist eine Nischenfigur des gegeißelten Heilands aus dem 18. Jahrhundert aufgestellt.